# Arnutovce
Arnutovce (bis zum 19. Jahrhundert slowakisch „Harnutovce“; deutsch Höfchen, älter Habchen oder Emaus, ungarisch Arnótfalva – bis 1907 Arnótfalu) ist eine Gemeinde im Osten der Slowakei mit 867 Einwohnern (Stand 31. Dezember 2024) und gehört zum Okres Spišská Nová Ves, einem Teil des Košický kraj sowie zur traditionellen Landschaft Zips.

## Geographie

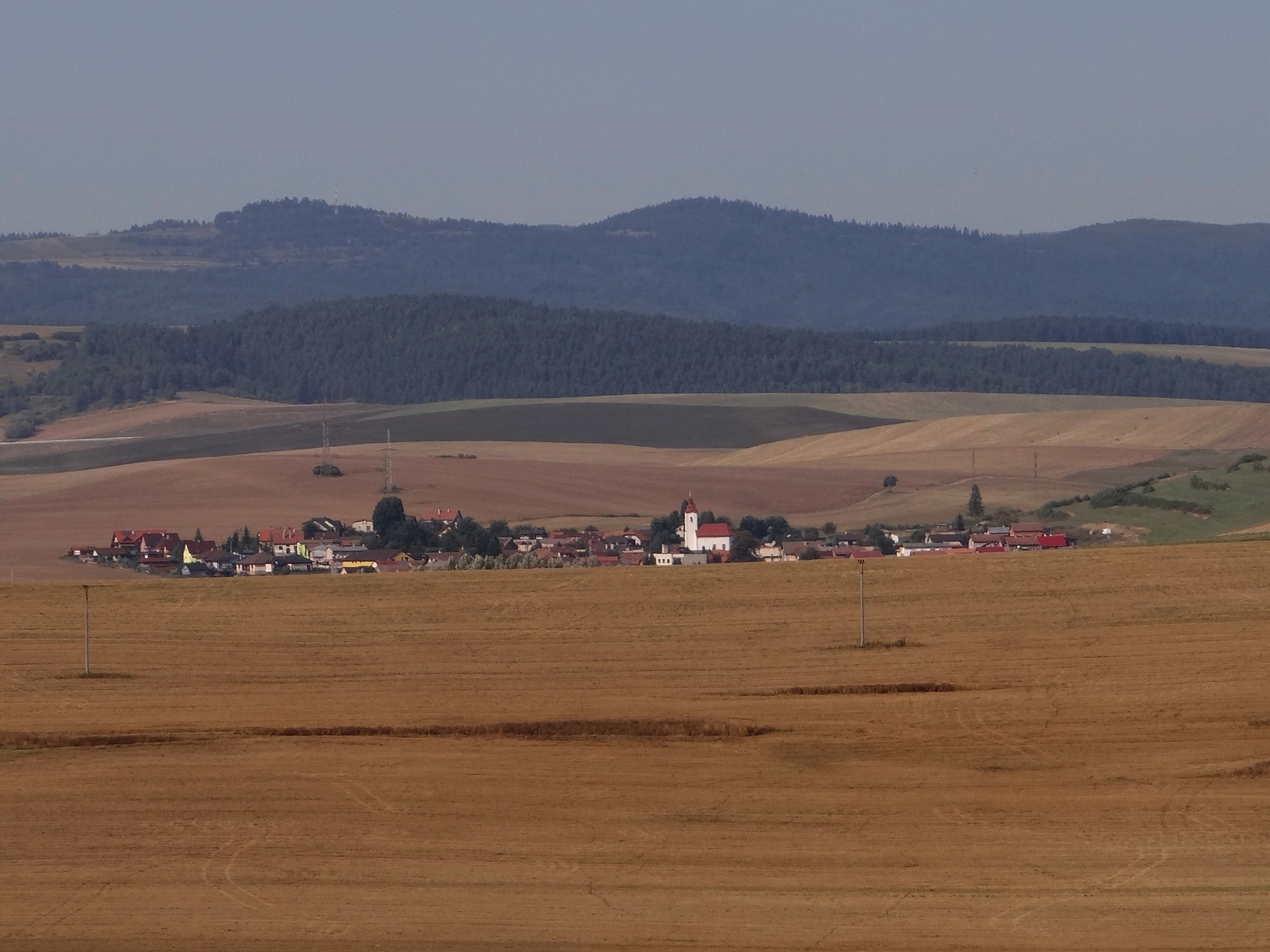
Arnutovce und Umgebung

Die Gemeinde befindet sich im Westteil des Talkessels Hornádska kotlina im Einzugsgebiet des Hornád. Das Gemeindegebiet ist mit ungefähr 2,23 km² klein und von braunen Waldböden bedeckt. Das Ortszentrum liegt auf einer Höhe von 520 m n.m. und ist sieben Kilometer von Spišská Nová Ves entfernt.
Nachbargemeinden sind Spišský Štvrtok im Westen und Norden, Iliašovce im Osten und Smižany im Südosten.

## Geschichte

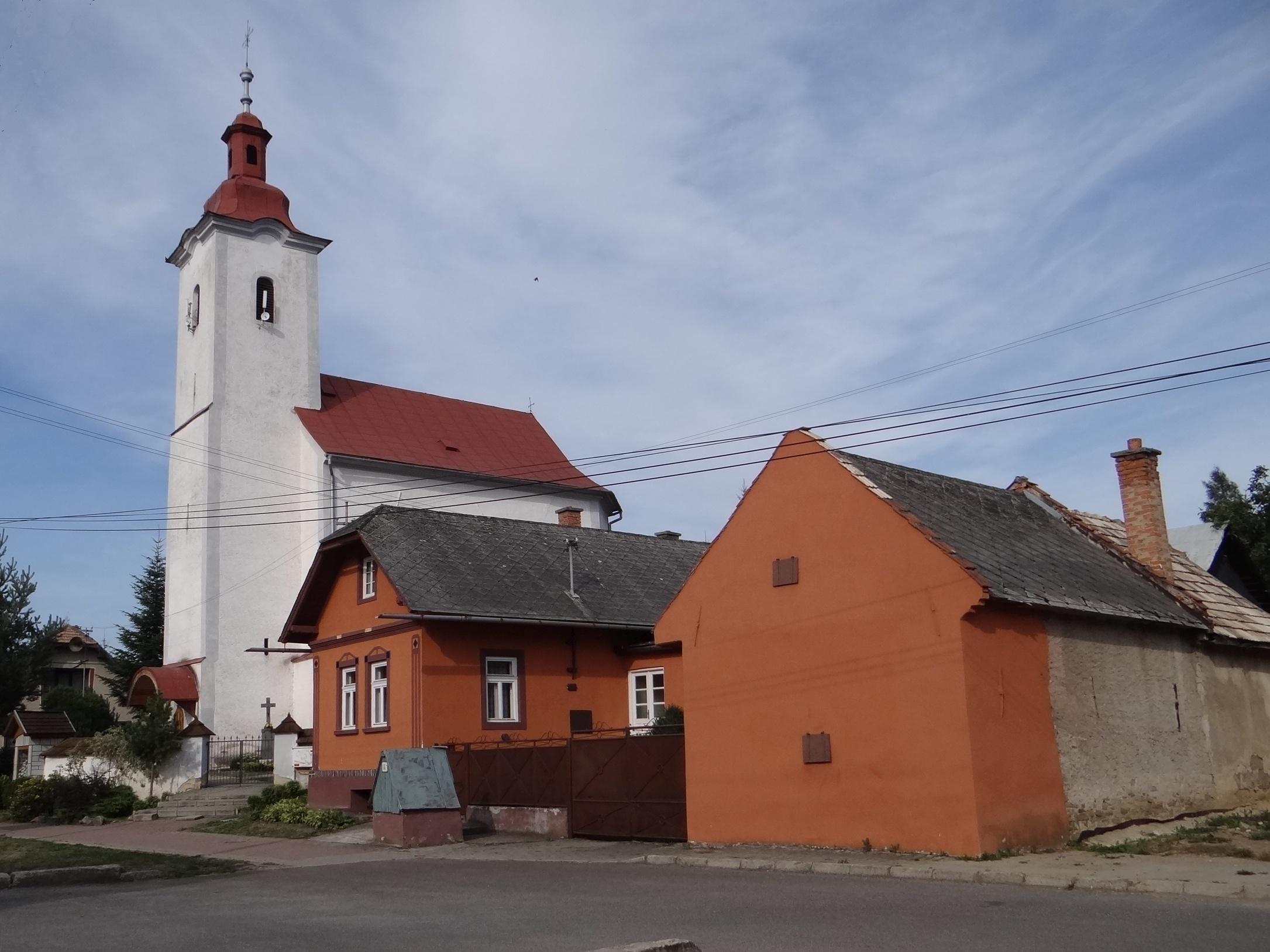
Kirche im Ortszentrum

Am Standort der heutigen Gemeinde Arnutovce stand gegen 1200 ein königliches Dorf namens Kistamási (slowakische Entsprechung Malé Tomášovce), das 1259 vom König Béla IV. an Zipser Propstei geschenkt wurde und 1278 zum Gut eines gewissen Arnold wurde. Der heutige Ort wurde zum ersten Mal 1317 als terra magni Arnoldi schriftlich erwähnt. In den folgenden Jahren gehörte Malé Tomášovce zeitweilig zum Stuhl der zehn Lanzenträger. 1366 kam das Dorf zum Besitz des Kartäuser-Klosters am Zufluchtsfelsen (im heutigen Slowakischen Paradies gelegen), nach dessen Auflösung im Jahr 1543 wieder zum König und wurde schließlich 1550 dem Zipser Kapitel geschenkt. 1787 hatte die Ortschaft 19 Häuser und 139 Einwohner; 1828 zählte man 22 Häuser und 181 Einwohner, die überwiegend von Landwirtschaft lebten.
Bis 1918 gehörte der im Komitat Zips liegende Ort zum Königreich Ungarn und kam danach zur Tschechoslowakei beziehungsweise heute Slowakei.

## Bevölkerung
| Jahr                | 1994 | 2004     | 2014     | 2024     |
| ------------------- | ---- | -------- | -------- | -------- |
| Anzahl der Personen | 456  | 595      | 751      | 867      |
| Unterschied         |      | +30,48 % | +26,21 % | +15,44 % |

| Jahr                | 2023 | 2024    |
| ------------------- | ---- | ------- |
| Anzahl der Personen | 859  | 867     |
| Unterschied         |      | +0,93 % |

Gemäß der Volkszählung 2011 wohnten in Arnutovce 698 Einwohner, davon 679 Slowaken und 7 Roma. Bei 12 Einwohnern liegt keine Angabe zur Ethnie vor.
632 Einwohner bekannten sich zur römisch-katholischen Kirche, 17 Einwohner zur griechisch-katholischen Kirche, 4 Einwohner zur evangelischen Kirche A. B. und 1 Einwohner zur orthodoxen Kirche. 31 Einwohner waren konfessionslos und bei 13 Einwohnern wurde die Konfession nicht ermittelt.

## Bauwerke
- römisch-katholische Helenenkirche im gotischen Stil aus dem 15. Jahrhundert, mit dem in der zweiten Hälfte des 16. Jahrhunderts gebauten Renaissance-Turm. Der Flügelaltar stammt aus der Zeit gegen 1485 und ist wahrscheinlich ein Werk des Meisters Martin von Leutschau.

## Verkehr
Arnutovce liegt auf einem Abzweig der Straße 2. Ordnung 536 zwischen Spišský Štvrtok und Spišská Nová Ves. Anschluss an die Straße 1. Ordnung 18 (E 50) und somit zum Fernstraßennetz besteht im vier Kilometer entfernten Spišský Štvrtok.
Der nächste Bahnanschluss ist die Haltestelle Spišské Tomášovce an der Bahnstrecke Košice–Žilina. Anschluss an Schnell- und einige IC-Züge besteht im sieben Kilometer entfernten Bahnhof Spišská Nová Ves.